# Rodolphe Laflamme
Pour les articles homonymes, voir Laflamme.
Toussaint-Antoine-Rodolphe Laflamme (né à Montréal le 15 mai 1827 – 7 décembre 1893 dans la même ville à l'âge de 66 ans), était un avocat, professeur de droit et homme politique canadien-français.

## Biographie
Associé d'un grand cabinet montréalais, il était connu pour son fervent support du Parti libéral du Canada, dont il fut député à la Chambre des communes dans la circonscription de Jacques-Cartier à partir 1872, avant de devenir ministre du Revenu intérieur puis ministre de la Justice dans le gouvernement d'Alexander Mackenzie.
Il a collaboré au journal L'Avenir.